# Попович-Гученский, Пётр
Пётр Попович-Гученский (укр. Петро Попович-Гученський) — поэт второй половины XVII века украинского происхождения.

## Биография
Происходил, вероятно, из галицкого Подолья, возможно, с Теребовельщины (ныне Тернопольский район, Тернопольской области Украины. Об этом свидетельствуют названия местностей, упоминавшиеся в его произведениях. Имя Петра Поповича-Гученского записано на одной из страниц рукописного сборника, содержащего его стихи.
Судя по его стихам, можно наверняка утверждать, что он был учителем в сельской школе.
Является одним из деятельных украинских стихотворцев второй половины XVII века. Его стихи, отрывок драмы и интермедия по манере языка и целостности образа высказываний своих мыслей и изложения их в стихотворной форме, дают основание утверждать, что он был талантливым предтечей И. Котляревского.
Один из мастеров, так называемого, нищенского стиха. Его поэзия — это своеобразное сочетание трагического и комического, она реально отображает чисто барочное восхищение непостоянством, изменчивостью окружающего мира. Язык произведений Попович-Гученского приближен к народному.

## Избранные стихотворения
- Вірші нищенськії, утішнії
- Вірш нищенський
- Вірш другий нищенський
- Вірш нищенський, хороший і смішний
- Вірші нищенськії а смішнії
- «Повім я вам, панове, красную приповість…»